# Giacomo Cannonero
Giacomo Cannonero (Ovada, 31 gennaio 1902 – Asti, 1º agosto 1977) è stato un vescovo cattolico italiano.
È stato vescovo di Asti dall'11 novembre 1952, principe della Chiesa di Asti.

## Biografia
Il 13 luglio 1924 a soli 22 anni, era stato ordinato sacerdote e completò gli studi con la laurea in teologia a Genova e una seconda laurea in Diritto canonico all'Apollinare a Roma.
Per tre anni, fu vice-parroco e poi segretario del vescovo Lorenzo del Ponte e docente di Teologia dogmatica al seminario di Acqui, dove divenne assistente diocesano nell'Azione Cattolica.
Nel 1950 venne nominato coadiutore del vescovo di Asti Umberto Rossi, con diritto di successione, e venne consacrato vescovo il 29 giugno 1950, assumendo l'incarico di rettore del seminario di Asti e in pochi anni rinnovò completamente il corpo insegnante.
Nel gennaio 1951 iniziò la pubblicazione della Rivista diocesana astese, che trattò principalmente dei temi legati all'azione pastorale.
È stato definito "il vescovo della Madonna e dell'eucaristia" a causa dei molti congressi mariani da lui celebrati in diversi centri della diocesi astigiana.
La devozione verso la Madonna si rifletté anche per la scelta del proprio stemma pastorale: un mare in tempesta sovrastato da una stella simboleggiante la Vergine Maria.
Nel 1953 venne denunciato per violazione delle leggi elettorali, per aver usato la sua carica per scoraggiare gli elettori di votare a sinistra scrivendo alcuni articoli sulla Gazzetta di Asti.

## Sinodi diocesani
- 1962

## Genealogia episcopale
La genealogia episcopale è:
- Cardinale Scipione Rebiba
- Cardinale Giulio Antonio Santori
- Cardinale Girolamo Bernerio, O.P.
- Arcivescovo Galeazzo Sanvitale
- Cardinale Ludovico Ludovisi
- Cardinale Luigi Caetani
- Cardinale Ulderico Carpegna
- Cardinale Paluzzo Paluzzi Altieri degli Albertoni
- Papa Benedetto XIII
- Papa Benedetto XIV
- Cardinale Enrico Enriquez
- Arcivescovo Manuel Quintano Bonifaz
- Cardinale Buenaventura Córdoba Espinosa de la Cerda
- Cardinale Giuseppe Maria Doria Pamphilj
- Papa Pio VIII
- Papa Pio IX
- Cardinale Alessandro Franchi
- Cardinale Giovanni Simeoni
- Cardinale Antonio Agliardi
- Vescovo Giacinto Arcangeli
- Cardinale Giuseppe Gamba
- Cardinale Maurilio Fossati, O.SS.G.C.N.
- Vescovo Giuseppe Dell'Omo
- Vescovo Giacomo Cannonero